# Seychelles People’s Defence Force
Die Seychelles People’s Defence Force (deutsch Seychellische Volksverteidigungsarmee, kurz: SPDF) ist das 420 (Stand 2020) Angehörige umfassende Militär der Seychellen.
Es gliedert sich in Heer, Küstenwache, Nationalgarde und einer kleinen Luftstreitkraft.

## Allgemeines
Aufgrund fehlender Landgrenzen bilden die maritimen Komponenten den Schwerpunkt der Seychelles People’s Defence Force. Die Seychellen hatten im Jahre 2020 einen Verteidigungsetat von 18,8 Mio. US-Dollar, was 1,6 % des Bruttosozialproduktes entspricht.

## Geschichte
Die Seychelles People’s Defence Force wurden 1977 gegründet und durch Tansanische Militärberater ausgebildet. Nach einem Putschversuch 1981 entsandte die tansanische Armee für drei Jahre Truppen auf die Seychellen. Es waren auch nordkoreanische Militärberater im Land.

## Heer
Das 200 Soldaten umfassende Heer besteht aus einer kleinen Infanterieeinheit, einer Spezialeinheit, einer Formation von Militärpolizisten und einer Präsidentengarde. Die Landstreitkraft verfügt über folgende Ausrüstung, welche laut IISS vermutlich kaum einsatzfähig ist:
| Typ    | Herkunft    | Funktion         | Anzahl |
| ------ | ----------- | ---------------- | ------ |
| BRDM-2 | Sowjetunion | Spähpanzer       | 6      |
| M-43   | Sowjetunion | Mörser           | 6      |
| ZPU-2  | Sowjetunion | Maschinengewehr  |        |
| ZPU-4  | Sowjetunion | Maschinengewehr  |        |
| M-1939 | Sowjetunion | Flugabwehrkanone |        |

## Küstenwache

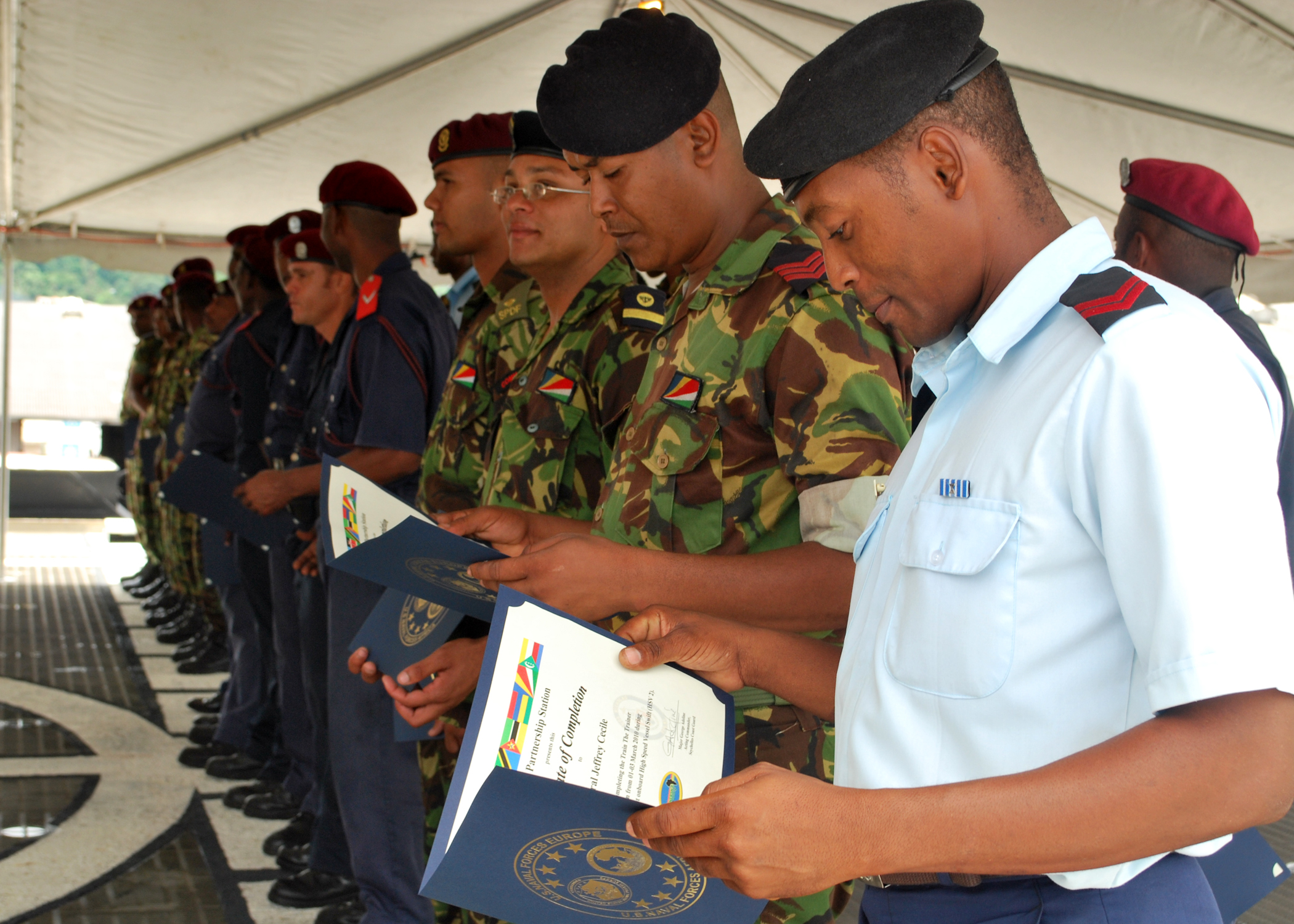
Kadetten der Seychelles People’s Defence Force

Die 200 Angehörige starke Küstenwache (englisch Coast Guard) verfügt über folgende Patrouillenboote:
| Klasse     | Bild | Herkunft               | Anzahl | Name                              | Anmerkung                                                                        |
| ---------- | ---- | ---------------------- | ------ | --------------------------------- | -------------------------------------------------------------------------------- |
| Trinkat    |      | Indien                 | 2      | Topaz (P606) Constant             | Die Topaz wurde im Jahr 2005 und die Constant im Jahr 2014 an die SPDF übergeben |
|            |      | Indien                 | 1      | Hermes                            | Im Jahr 2016 von Indien an die Seychellen übergeben                              |
| Wave Rider |      | Sri Lanka              | 2      | 217 218                           | 2019 von Sri Lanka gespendet                                                     |
| Typ 062    |      | Volksrepublik China    | 1      | Etoile                            | 2014 von China ausgehändigt                                                      |
| Rodman 101 |      | Spanien                | 2      | Le Vigilant (P31) La Flèche (P32) | Beide Schiffe wurden 2011 von den Vereinigten Arabischen Emiraten überreicht     |
|            |      | Vereinigtes Königreich | 1      | Fortune                           | 2010 von Großbritannien gespendet                                                |

## Luftstreitkräfte

Kokarde der Luftstreitkräfte von den Seychellen

Die mit 20 Soldaten relativ kleinen Luftstreitkräfte besitzen eine DHC-6, zwei Dornier 228 und zwei Harbin Y-12. Letztere wurden von China zur Seeaufklärung gespendet.